# Giải bóng đá nữ Vô địch Quốc gia
Giải bóng đá nữ vô địch quốc gia (tiếng Anh: Women's National League) là giải bóng đá nữ hàng năm do Liên đoàn bóng đá Việt Nam (VFF) tổ chức cho các đội bóng đá nữ ở Việt Nam. Giải đấu thành lập năm 1998 và có 7 đội tham dự. Đội bóng vô địch nhiều nhất là Thành phố Hồ Chí Minh I với cùng 13 lần lên ngôi Hậu.
Năm 2022, sau khi lứa đàn chị lọt vào VCK World Cup nữ 2023, 2 cầu thủ của TP.HCM (Nguyễn Thị Mỹ Anh, Lê Hoài Lương) chuyển đến Thái Nguyên và được trao cơ hội theo hợp đồng chuyên nghiệp. Sau khi VFF can thiệp theo yêu cầu của Thành phố Hồ Chí Minh, các vụ chuyển nhượng đã có thể tiếp tục sau khi câu lạc bộ miền nam Việt Nam được bảo lãnh.

## Xếp hạng thành tích câu lạc bộ
Theo năm
| Năm  | Các đội đoạt huy chương      | Các đội đoạt huy chương  | Các đội đoạt huy chương                       |
| Năm  | Vô địch                      | Á quân                   | Hạng ba                                       |
| ---- | ---------------------------- | ------------------------ | --------------------------------------------- |
| 2024 | Thành phố Hồ Chí Minh I (13) | Than Khoáng Sản Việt Nam | Thái Nguyên T&T                               |
| 2023 | Thành phố Hồ Chí Minh I (12) | Than Khoáng Sản Việt Nam | Hà Nội I                                      |
| 2022 | Thành phố Hồ Chí Minh I (11) | Hà Nội I                 | Than Khoáng Sản Việt Nam                      |
| 2021 | Thành phố Hồ Chí Minh (10)   | Hà Nội Watabe            | Than Khoáng Sản Việt Nam                      |
| 2020 | Thành phố Hồ Chí Minh I (9)  | Hà Nội I Watabe          | Than Khoáng Sản Việt Nam                      |
| 2019 | Thành phố Hồ Chí Minh I (8)  | Hà Nội I                 | Than Khoáng Sản Việt Nam                      |
| 2018 | Phong Phú Hà Nam (1)         | Thành phố Hồ Chí Minh I  | Hà Nội I và Than Khoáng Sản Việt Nam          |
| 2017 | Thành phố Hồ Chí Minh I (7)  | Phong Phú Hà Nam         | Hà Nội I và Than Khoáng Sản Việt Nam          |
| 2016 | Thành phố Hồ Chí Minh I (6)  | Hà Nội I                 | Phong Phú Hà Nam và Than Khoáng Sản Việt Nam  |
| 2015 | Thành phố Hồ Chí Minh (5)    | Hà Nội I                 | Phong Phú Hà Nam                              |
| 2014 | Hà Nội I (10)                | Phong Phú Hà Nam         | Than Khoáng Sản Việt Nam                      |
| 2013 | Hà Nội I (9)                 | Thành phố Hồ Chí Minh    | Phong Phú Hà Nam                              |
| 2012 | Than Khoáng Sản Việt Nam (2) | Hà Nội Tràng An I        | Thành phố Hồ Chí Minh                         |
| 2011 | Hà Nội Tràng An I (8)        | Phong Phú Hà Nam         | Thành phố Hồ Chí Minh                         |
| 2010 | Thành phố Hồ Chí Minh (4)    | Hà Nội Tràng An I        | Than Khoáng Sản Việt Nam                      |
| 2009 | Hà Nội (7)                   | Than Khoáng Sản Việt Nam | Hòa Hợp Hà Nội                                |
| 2008 | Hà Nội (6)                   | Than Khoáng Sản Việt Nam | Hòa Hợp Hà Tây                                |
| 2007 | Than Khoáng Sản Việt Nam     | Hà Tây                   | Hà Nội                                        |
| 2006 | Hà Tây                       | Hà Nội                   | Than Cửa Ông                                  |
| 2005 | Thành phố Hồ Chí Minh (3)    | Hà Tây                   | Hà Nam                                        |
| 2004 | Thành phố Hồ Chí Minh (2)    | Hà Nội                   | Hà Nam                                        |
| 2003 | Hà Nội (5)                   | Than Cửa Ông             | Hà Tây                                        |
| 2002 | Thành phố Hồ Chí Minh        | Hà Nội                   | Hà Tây                                        |
| 2001 | Hà Nội (4)                   | Hà Tây                   | Than Việt Nam                                 |
| 2000 | Hà Nội (3)                   | Hà Tây                   | Quận 1 Thành phố Hồ Chí Minh và Than Việt Nam |
| 1999 | Hà Nội (2)                   | Thành phố Hồ Chí Minh    | Than Việt Nam                                 |
| 1998 | Hà Nội                       | Thành phố Hồ Chí Minh    | Hà Tây và Than Việt Nam                       |

### Theo số lần vô địch
| Đội bóng                 | Vô địch                                                                           | Á quân                                                                | Hạng ba                                                                           |
| ------------------------ | --------------------------------------------------------------------------------- | --------------------------------------------------------------------- | --------------------------------------------------------------------------------- |
| Thành phố Hồ Chí Minh    | 13 (2002, 2004, 2005, 2010, 2015, 2016, 2017, 2019, 2020, 2021, 2022, 2023, 2024) | 4 (1998, 1999, 2013, 2018)                                            | 3 (2000, 2011, 2012)                                                              |
| Hà Nội                   | 10 (1998, 1999, 2000, 2001, 2003, 2008, 2009, 2011, 2013, 2014)                   | 10 (2002, 2004, 2006, 2010, 2012, 2015, 2016, 2019, 2020, 2021, 2022) | 4 (2007, 2017, 2018, 2023)                                                        |
| Than Khoáng Sản Việt Nam | 2 (2007, 2012)                                                                    | 5 (2003, 2008, 2009, 2023, 2024)                                      | 12 (1998, 1999, 2000, 2001, 2006, 2010, 2014, 2016, 2017, 2018, 2020, 2021, 2022) |
| Hà Tây                   | 1 (2006)                                                                          | 4 (2000, 2001, 2005, 2007)                                            | 5 (1998, 2002, 2003, 2008, 2009)                                                  |
| Hà Nam                   | 1 (2018)                                                                          | 3 (2011, 2014, 2017)                                                  | 5 (2004, 2005, 2013, 2015, 2016)                                                  |
| Thái Nguyên              | 0                                                                                 | 0                                                                     | 1 (2024)                                                                          |

## Giải thưởng cá nhân
| Mùa giải | Vua phá lưới          | Vua phá lưới            | Vua phá lưới | Cầu thủ xuất sắc           | Cầu thủ xuất sắc        | Thủ môn xuất sắc         | Thủ môn xuất sắc         |
| Mùa giải | Cầu thủ               | Câu lạc bộ              | Số bàn thắng | Cầu thủ                    | Câu lạc bộ              | Cầu thủ                  | Câu lạc bộ               |
| -------- | --------------------- | ----------------------- | ------------ | -------------------------- | ----------------------- | ------------------------ | ------------------------ |
| 2022     | Vũ Thị Hoa            | Hà Nội I                | 9            | Trần Thị Thuỳ Trang        | Thành phố Hồ Chí Minh I | Đào Thị Kiều Oanh        | Hà Nội I                 |
| 2021     | Huỳnh Như (4)         | Thành phố Hồ Chí Minh   | 7            | Huỳnh Như (4)              | Thành phố Hồ Chí Minh   | Trần Thị Kim Thanh (3)   | Thành phố Hồ Chí Minh    |
| 2020     | Phạm Hải Yến (4)      | Hà Nội I Watabe         | 14           | Huỳnh Như (3)              | Thành phố Hồ Chí Minh I | Trần Thị Kim Thanh (2)   | Thành phố Hồ Chí Minh I  |
| 2019     | Phạm Hải Yến (3)      | Hà Nội                  | 17           | Huỳnh Như (2)              | Thành phố Hồ Chí Minh I | Trần Thị Kim Thanh       | Thành phố Hồ Chí Minh I  |
| 2018     | Phạm Hải Yến (2)      | Hà Nội I                | 14           | Huỳnh Như                  | Thành phố Hồ Chí Minh I | Trần Thị Hải Yến         | Phong Phú Hà Nam         |
| 2017     | Huỳnh Như (3)         | Thành phố Hồ Chí Minh I | 9            | Nguyễn Thị Liễu            | Phong Phú Hà Nam        | Đặng Thị Kiều Trinh (6)  | Thành phố Hồ Chí Minh I  |
| 2016     | Huỳnh Như (2)         | Thành phố Hồ Chí Minh I | 12           | Nguyễn Thị Minh Nguyệt (2) | Hà Nội I                | Đặng Thị Kiều Trinh (5)  | Thành phố Hồ Chí Minh I  |
| 2015     | Phạm Hải Yến          | Hà Nội I                | 10           | Bùi Thúy An                | Hà Nội I                | Đặng Thị Kiều Trinh (4)  | Thành phố Hồ Chí Minh I  |
| 2014     | Nguyễn Thị Muôn       | Hà Nội I                | 6            | Nguyễn Thị Tuyết Dung      | Phong Phú Hà Nam        | Nguyễn Thị Thanh Hảo (4) | Than Khoáng Sản Việt Nam |
| 2014     | Nguyễn Thị Đăng       | TNG Thái Nguyên         | 6            | Nguyễn Thị Tuyết Dung      | Phong Phú Hà Nam        | Nguyễn Thị Thanh Hảo (4) | Than Khoáng Sản Việt Nam |
| 2013     | Huỳnh Như             | Thành phố Hồ Chí Minh   | 8            | Nguyễn Thị Minh Nguyệt     | Hà Nội I                | Đặng Thị Kiều Trinh (3)  | Thành phố Hồ Chí Minh    |
| 2012     | Nguyễn Thị Hòa (2)    | Hà Nội I                | 8            | Nguyễn Thị Nguyệt          | Phong Phú Hà Nam        | Nguyễn Thị Thanh Hảo (3) | Than Khoáng Sản Việt Nam |
| 2011     | Nguyễn Thị Hòa        | Hà Nội Tràng An I       | 4            | Nguyễn Thị Kim Tiến        | Hà Nội Tràng An I       | Đặng Thị Kiều Trinh (2)  | Thành phố Hồ Chí Minh    |
| 2010     | Đoàn Thị Kim Chi (2)  | Thành phố Hồ Chí Minh   | 6            | Trần Thị Kim Hồng          | Thành phố Hồ Chí Minh   | Dương Thị Khánh Ly       | Hà Nội Tràng An II       |
| 2009     | Đỗ Thị Ngọc Châm (2)  | Hà Nội                  | 7            | Đào Thị Miện (2)           | Hòa Hợp Hà Nội          | Nguyễn Thị Thanh Hảo (2) | Than Khoáng Sản Việt Nam |
| 2008     | Đỗ Thị Ngọc Châm      | Hà Nội                  | 7            | Đỗ Thị Ngọc Châm           | Hà Nội                  | Nguyễn Thị Thanh Hảo     | Than Khoáng Sản Việt Nam |
| 2007     | Trịnh Thùy Linh       | Hà Tây                  | 8            | Đào Thị Miện               | Hà Tây                  | Đặng Thị Kiều Trinh      | Thành phố Hồ Chí Minh    |
| 2006     | Đoàn Thị Kim Chi      | Thành phố Hồ Chí Minh   | 8            | Lê Thị Hoài Thu            | Than Cửa Ông            | Đỗ Thị Thu Trang (3)     | Hà Tây                   |
| 2005     | Nguyễn Thị Thành      | Hà Tây                  | 8            | Nguyễn Thị Hương           | Hà Nam                  | Đỗ Thị Thu Trang (2)     | Hà Tây                   |
| 2004     | Đỗ Hồng Tiến          | Thành phố Hồ Chí Minh   | 8            | Quách Thanh Mai (2)        | Hà Nội                  | Đoàn Thị Hải Sâm         | Hà Nam                   |
| 2003     | Vũ Thị Lành           | Hà Nam                  | 10           | Phùng Thị Minh Nguyệt (2)  | Hà Nội                  |                          |                          |
| 2002     | Lưu Ngọc Mai (3)      | Thành phố Hồ Chí Minh   | 12           | Phùng Thị Minh Nguyệt      | Hà Nội                  | Nguyễn Thị Kim Hồng (2)  | Thành phố Hồ Chí Minh    |
| 2001     | Nguyễn Thị Hà (2)     | Hà Nội                  | -            | Trần Thị Bích Hạnh         | Hà Nội                  | Đỗ Thị Thu Trang         | Hà Tây                   |
| 2001     | Lưu Ngọc Mai (2)      | Thành phố Hồ Chí Minh   | -            | Trần Thị Bích Hạnh         | Hà Nội                  | Đỗ Thị Thu Trang         | Hà Tây                   |
| 2000     | Nguyễn Thị Hà         | Hà Nội                  | 5            | Quách Thanh Mai            | Hà Nội                  | Nguyễn Thị Kim Hồng      | Thành phố Hồ Chí Minh    |
| 1999     | Nguyễn Khoa Diệu Sinh | Hà Nội                  | 4            | Nguyễn Thị Kim Hồng        | Thành phố Hồ Chí Minh   |                          |                          |
| 1999     | Lưu Ngọc Mai          | Thành phố Hồ Chí Minh   | 4            | Nguyễn Thị Kim Hồng        | Thành phố Hồ Chí Minh   |                          |                          |
| 1998     | Bùi Thị Hiền Lương    | Hà Nội                  | 8            | Bùi Thị Hiền Lương         | Hà Nội                  |                          |                          |

Chú thíchNăm 2003, thay vào giải thưởng Thủ môn xuất sắc nhất là giải thưởng: "Cầu thủ người dân tộc xuất sắc nhất" được trao cho Ka Thy (Lâm Đồng)